# Maurice Henry Dorman
Maurice Henry Dorman GCMG, CVO (ur. 7 sierpnia 1912, zm. 26 października 1993) – brytyjski dyplomata. Reprezentował monarchę brytyjskiego w Tanganice, Palestynie, Trynidadzie i Tobago, Sierra Leone i na Malcie. Studiował na Cambridge University. W Sierra Leone przebywał od 1956 do 1962. Od 27 kwietnia 1961 do 7 lipca 1962 był gubernatorem generalnym niepodległego kraju. Od 1962 do 1964 był gubernatorem kolonii Malta. Następnie pełnił urząd gubernatora generalnego niepodległej Malty od 21 września 1964 do 21 czerwca 1971. W roku 1972 służył w Rodezji, po czym powrócił do Wielkiej Brytanii, gdzie zmarł 26 października 1993 roku.